# Clémentine Poidatz

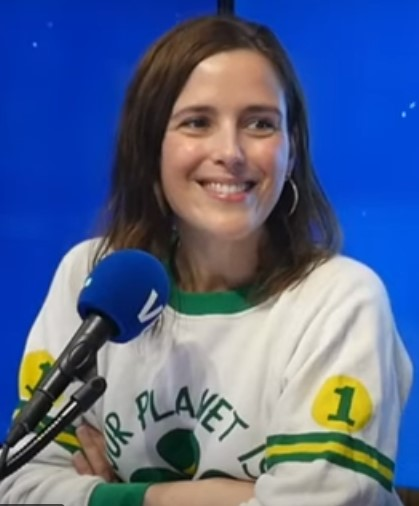
Clémentine Poidatz, 2023

Clémentine Poidatz (* 19. Juni 1981 in Paris) ist eine französische Schauspielerin.

## Leben
Poidatz absolvierte eine Schauspielausbildung am Conservatoire national supérieur d’art dramatique (CNSAD) in Paris.
Eine ihrer größten Rollen spielte sie 2006 als Comtesse de Provence in Sofia Coppolas Marie Antoinette.

## Filmografie (Auswahl)
- 2005: Unruhestifter (Les amants réguliers)
- 2006: Une aventure de Valentine
- 2006: Marie Antoinette
- 2007: Chat bleu, chat noir (Fernsehfilm)
- 2007: Kann das Liebe sein? (Je crois que je l’aime)
- 2008: Vor dem Morgengrauen (La Frontière de l’aube)
- 2008: Miroir, mon beau miroir (Fernsehfilm)
- 2008: Les enfants d’Orion (Fernsehfilm)
- 2008: Hello Goodbye – Entscheidung aus Liebe (Hello Goodbye)
- 2009: Schéma directeur
- 2009: Un sourire malicieux éclaire son visage
- 2009: Agatha Christie: Mörderische Spiele (Les Petits meurtres d’Agatha Christie, Fernsehserie, Folge 1x04)
- 2010: Yoshido (Les autres vies)
- 2011: Les robins des pauvres (Fernsehfilm)
- 2012: Mains armées
- 2012: Nicholas Le Floch (Fernsehserie, Folge 4x01)
- 2012: Spin – Paris im Schatten der Macht (Les hommes de l’ombre, Fernsehserie, sechs Folgen)
- 2013: Les yeux fermés
- 2014: Les yeux jaunes des crocodiles
- 2014: Profiling Paris (Fernsehserie, drei Folgen)
- 2016: Vendeur
- 2016: Shut In
- 2016: La loi de... (Fernsehserie, Folge 2x03)
- 2016–2018: Mars (Fernsehserie, zwölf Folgen)
- 2017: Housewife
- 2018: Alles nur eine Frage des Geschmacks (Les goûts et les couleurs)
- 2019: Ronde de nuit (Fernsehfilm)
- 2021: Schwarz wie Schnee (Noir comme neige, Fernsehfilm)
- 2021: Hohes Gericht (Un homme d'honneur, Fernsehserie, zwölf Folgen)
- 2023: Les algues vertes
- 2023: Tod auf dem Gipfel (Morts au Sommet, Fernsehfilm)
- 2023: Panda (Fernsehserie, Folge 1x03)
- 2023: César Wagner (Fernsehserie, Folge 3x02)
- 2024: Parents à perpétuité (Fernsehfilm)
- 2024: Hors limites (Fernsehfilm)